# جبیر
جـِبیر (نام علمی: Gazella bennettii) یکی از انواع آهوی بومی شبه‌قاره هند و ایران است. در گذشته این جانور یکی از انواع آهوی گرمسیری (Gazella dorcas) پنداشته می‌شد اما مطالعات ژنتیکی جدید جدایی این دو جانور را مشخص کرده‌است. این حیوان در کشورهای هندوستان، پاکستان، افغانستان و ایران دیده شده‌است و بیشتر در مناطق بیابانی و گرم زندگی می‌کند.
این جانور شباهت زیادی به آهو یا آهوی ایرانی (Gazella subgutturosa) دارد. مهم‌ترین تفاوت‌های آن با آهو این است که‌اندازه‌ای کوچک‌تر و بدن ظریف‌تر و لاغرتر دارد. هر دو جنس نر و ماده شاخ دارند، درحالی‌که در آهو فقط جنس نر شاخ دارد. گوش‌ها و دم آن معمولاً از آهو بلندتر است. ماده‌ها دارای شاخ‌های نازک و بلند هستند، شاخ جبیرهای نر قوس زیادی به خارج ندارد و قدری موازی به نظر می‌رسد. جانور پرطاقتی است و شرایط مناطق کویری را به خوبی تحمل می‌کند. به آب کمی نیاز دارد و آب مورد نیاز خود را از گیاهان تأمین می‌کند. مثل آهو تشکیل گله‌های بزرگ نمی‌دهد. به شدت انسان‌گریز بوده و در مناطق خشک‌تر زندگی می‌کند و از نظر رنگ هم شبیه آهوست.
جبیر جزء جانوران تیزرو محسوب می‌شود و با سرعت ۸۰ کیلومتر در ساعت می‌تواند بدود، البته دویدن جبیر بدون پرش صورت می‌گیرد.
مهمترین دشمن طبیعی این جانور با توجه به سرعت بسیار بالا و محل زندگی یوزپلنگ است. جمعیت جبیرها در سال ۲۰۰۱ در هند حدود ۱۰۰ هزار ٰرأس برآورد شده که هشتاد هزار تای آن‌ها در بیابان تار زندگی می‌کنند.
محل زندگی جبیر در ایران سیستان و بلوچستان، و کویر مرکزی و لوت از منطقه حفاظت‌شده توران تا پارک ملی کویر، در منطقه شیراحمد سبزوار، اصفهان، کرمان، لارستان ، جزیره لاوان و سایر نقاط جنوبی ایران است.

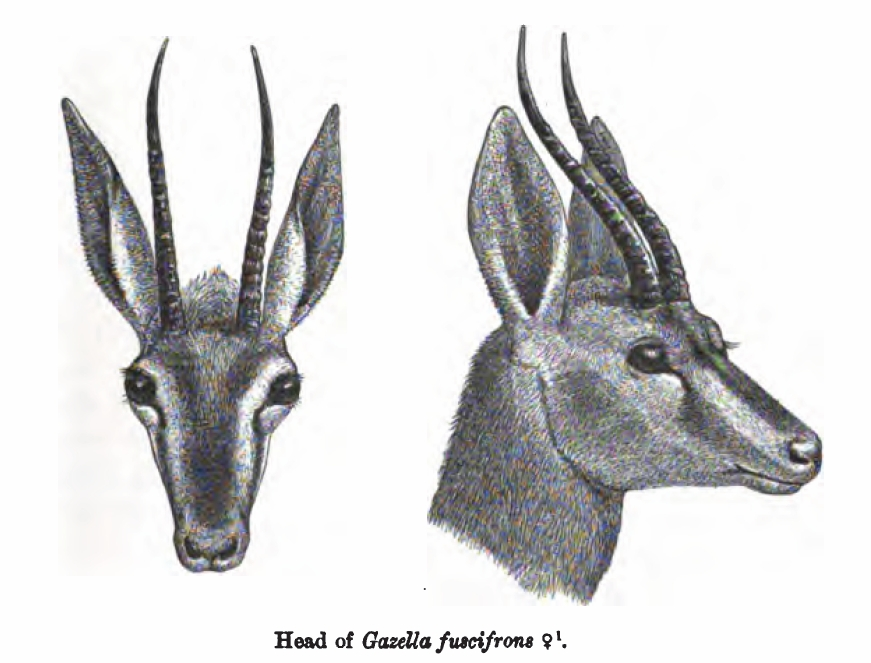
G. b. fuscifrons از بلوچستان